# افرا (قائم‌شهر)
افرا روستایی است از توابع بخش مرکزی شهرستان قائم‌شهر در استان مازندران ایران است.
این روستا در مرکز دهستان بالاتجن قرار داشته و براساس سرشماری مرکز آمار ایران در سال ۱۳۸۵ جمعیت آن ۵۹۱ نفر (۱۴۱ خانوار) بوده‌است.